# Batrachochytrium dendrobatidis
Batrachochȳtrium dendrobatīdis (лат.) — патогенный грибок, вызывающий высоколетальное заболевание хитридиомикоз у земноводных.
Учёные выяснили, что патогенный грибок переносится не только через заражённую воду, как считалось ранее, но и распространяется в виде спор по воздуху или на перьях птиц.
Официально учёные признали, что Batrachochytrium dendrobatidis уничтожает амфибий, в 1998 году. Образцы гриба были обнаружены на музейных экспонатах, датируемых тридцатыми годами XX столетия. Ранее гриб встречался только на земноводных, содержащихся в неволе, а на лягушках, живущих в дикой природе, Batrachochytrium dendrobatidis впервые нашли в 2005 году — на лягушках-волах, обитающих в двух небольших озёрах в Юго-Восточной Англии.
Сегодня смертельно опасный гриб довольно распространён у лягушек в Северной и Южной Америках, Австралии и Европе.

## Описание
Гриб производит зооспорангии сферической или субсферической формы диаметром 10–40 мкм. В них развиваются зооспоры удлиненной или яйцевидной формы диаметром 0,7–6 мкм, имеющие один задний жгутик для передвижения в воде.
Грибок растёт в роговом и зернистом слоях эпидермиса. При заражении хитридиомикозом толщина рогового слоя увеличивается с 2–5 мкм до 60 мкм. У головастиков грибок поражает ороговевшие ротовые части, но не поражает эпидермис, в котором нет кератина. Грибок вызывает сильный электролитный дисбаланс, что приводит к остановке сердца лягушки.